# آمبروزیا (سالاد میوه)
آمبروزیا نوعی سالاد میوه آمریکایی است که منشأ آن جنوب ایالات متحده است. اکثر دستور العمل‌های آمبروزیا حاوی آناناس کنسرو شده (اغلب شیرین شده) یا تازه، تکه‌های پرتقال ماندارین کنسرو شده یا قسمت‌های پرتقال تازه، پفنبات مینیاتوری، و نارگیل است. در میان مواد اولیه آن می‌توان میوه‌ها و آجیل‌های مختلف دیگری نیز قرار داد مانند: گیلاس ماراسچینو، موز، توت‌فرنگی، انگور پوست کنده، یا پیکن (گردو) خرد شده. آمبروزیا می‌تواند شامل سس مایونز یا مواد لبنی نیز باشد مانند: خامه زده شده، خامه ترش، پنیر خامه ای، پودینگ، ماست، یا پنیر کوتاژ.
مخلوط این مواد باید برای چند ساعت یا یک شب قبل از مصرف در یخچال نگهداری شود تا طعم‌ها با هم مخلوط شوند.
در نیوزیلند، آمبروزیا به نوعی غذای مشابه گفته می‌شود که با خامه زده شده، ماست، انواع توت‌های تازه، کنسرو شده یا یخ زده، و چیپس‌های شکلات درست می‌شود.
نام این غذا به آمبروزیا اشاره دارد.